# 張健波
張健波，香港資深傳媒人，前《明報》總編輯，現為《明報》編務總監。2014年1月20日起，張本人兼任該報總編輯。

## 簡歷
張健波在1978年畢業於香港中文大學新亞書院，並於1980年曾出往法國進修，曾於商業電台等媒體當記者。
張於1986年10月加入《明報》，先當《明報月刊》總編輯，至1988年9月才任明報副總編輯。張其後退出，又於1997年接受當時主席張曉卿邀請，重返明報，出任總編輯。他亦曾於查良鏞及于品海時代出任總編輯或執行總編輯。
2012年1月1日，張卸任明報總編輯，改任編務總監。總編輯一職由前執行總編輯劉進圖擔任。2014年1月20日，張再次出任總編輯，直至另行通告。

## 立場
張一直堅持明報走中立路線，曾經在文章中批評黃毓民而被控告誹謗，最後庭外和解及賠償15萬港元。惟他由於言論自由問題時立場頗硬，例如於《香港基本法第二十三條》立法時，《明報》曾經發表社評強烈批評政府，張本人也有出席2003年的七一大遊行。就釋放程翔問題，張亦有參與泛民發起的聯署。冰點雜誌停刊，明報亦有作篇幅報導。

## 逸聞
- 不少明報員工都稱呼他「張波」，甚至張自己也有時自稱「張波」。[2]
- 2003年愚人節時，有學生製作假冒明報網站，指香港成為疫埠，引起軒然大波，有指張健波曾親自致電該名學生，發出警告，但並未得到證實。
- 張健波曾在文章中强烈批评黃毓民，最後庭外和解及賠償十五萬元，近年立場多次批评社民連，招來社民连支持者反感。

## 資料來源
- http://www.southcn.com/news/hktwma/twmil/200206271865.htm （页面存档备份，存于）
- http://www.mingpaovan.com/htm/News/20070516/HK-gzv1.htm%5B%5D

1. ↑  .   [2014-01-20]. （原始内容存档于2014-02-01）.
2. ↑  http://210.17.183.115/talks/thread-896417-1-1.html%5B%5D